# Volkswagen Fusca (A5)
O Volkswagen Fusca, (Brasil), ou Volskwagen Carocha (Portugal) - também conhecido como  Beetle,  Coccinelle ou Maggiolino em diferentes países) é um carro compacto fabricado e comercializado pela Volkswagen desde 2011 como modelo 2012, como sucessor do New Beetle, lançado em 1997. Ele apresenta um perfil mais baixo enquanto mantém a forma global que recorda o Fusca ou Carocha Tipo 1 original.
Uma das metas da Volkswagen com este modelo era dar-lhe uma aparência mais agressiva enquanto lhe dava aspectos estilísticos que lembravam o design do Fusca. Esta foi uma tentativa de distanciar o novo modelo do New Beetle, produzido de 1997 a 2011, que nunca se aproximou do sucesso do primeiro Fusca.
A segunda geração do "novo" Fusca compartilha a plataforma "A5" (PQ35) com o atual Volkswagen Jetta e é construído ao lado do Jetta, Golf Variant e o antigo Jetta ("Clásico") na planta da Volkswagen, em Puebla, no México. É mais longo que o New Beetle anterior, agora com 4 278 mm (168 in) e também um perfil mais baixo, 12 mm (0,472 in) mais baixo que seu antecessor, e 88 mm (3,46 in) mais largo. O porta-malas tem agora 310 l (10,9 ft³), acima dos 209 l (7,38 ft³).
Uma versão conversível seguiu o cupê para o modelo 2013, mostrada pela primeira vez no Salão do Automóvel de Los Angeles, em novembro de 2012, quando também foi colocado à venda. Uma versão de alto desempenho, chamada Beetle R, está projetada para seguir mais tarde.

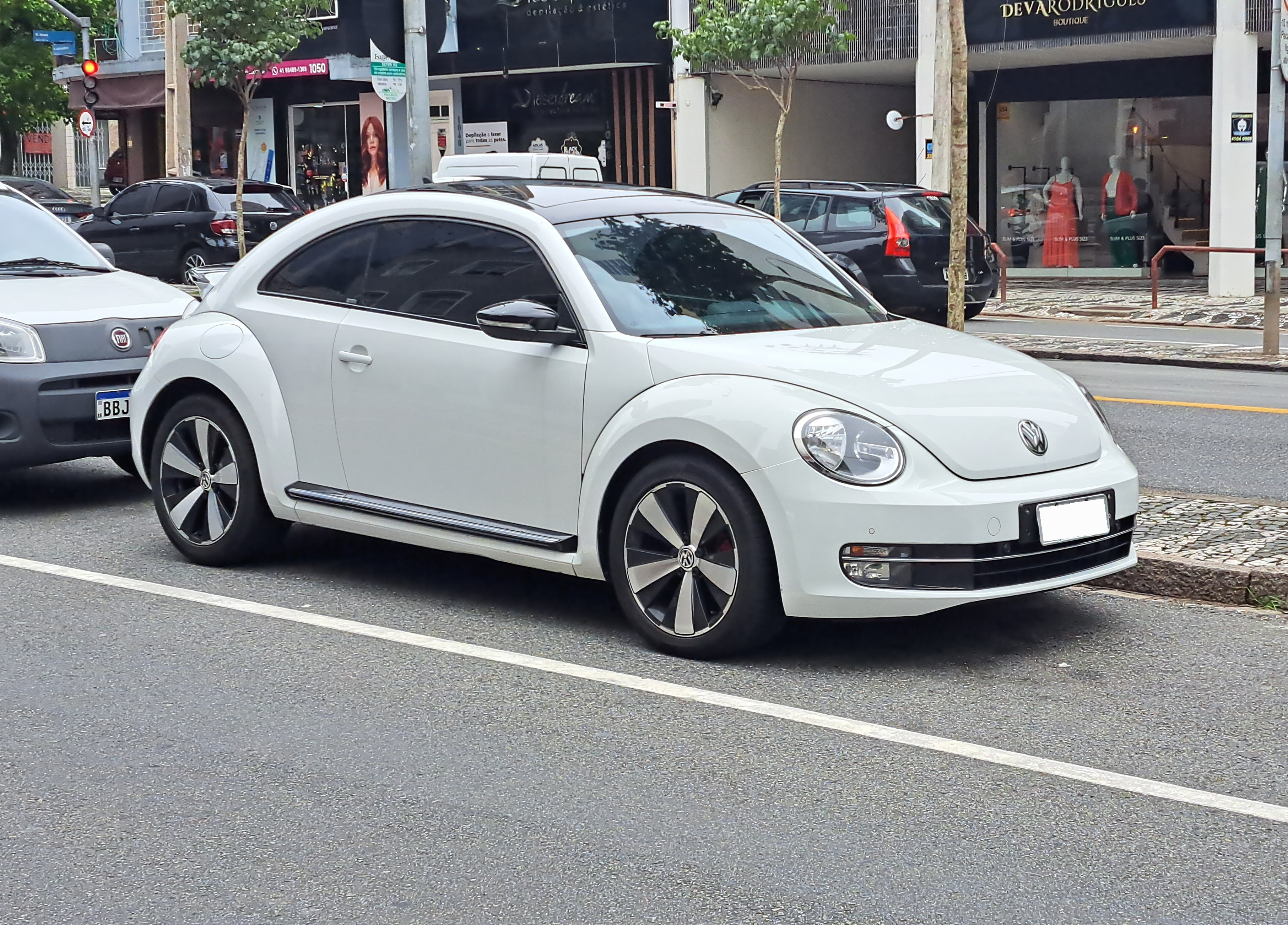
O Beetle (A5) foi vendido no Brasil com o nome Fusca

## Relançamento

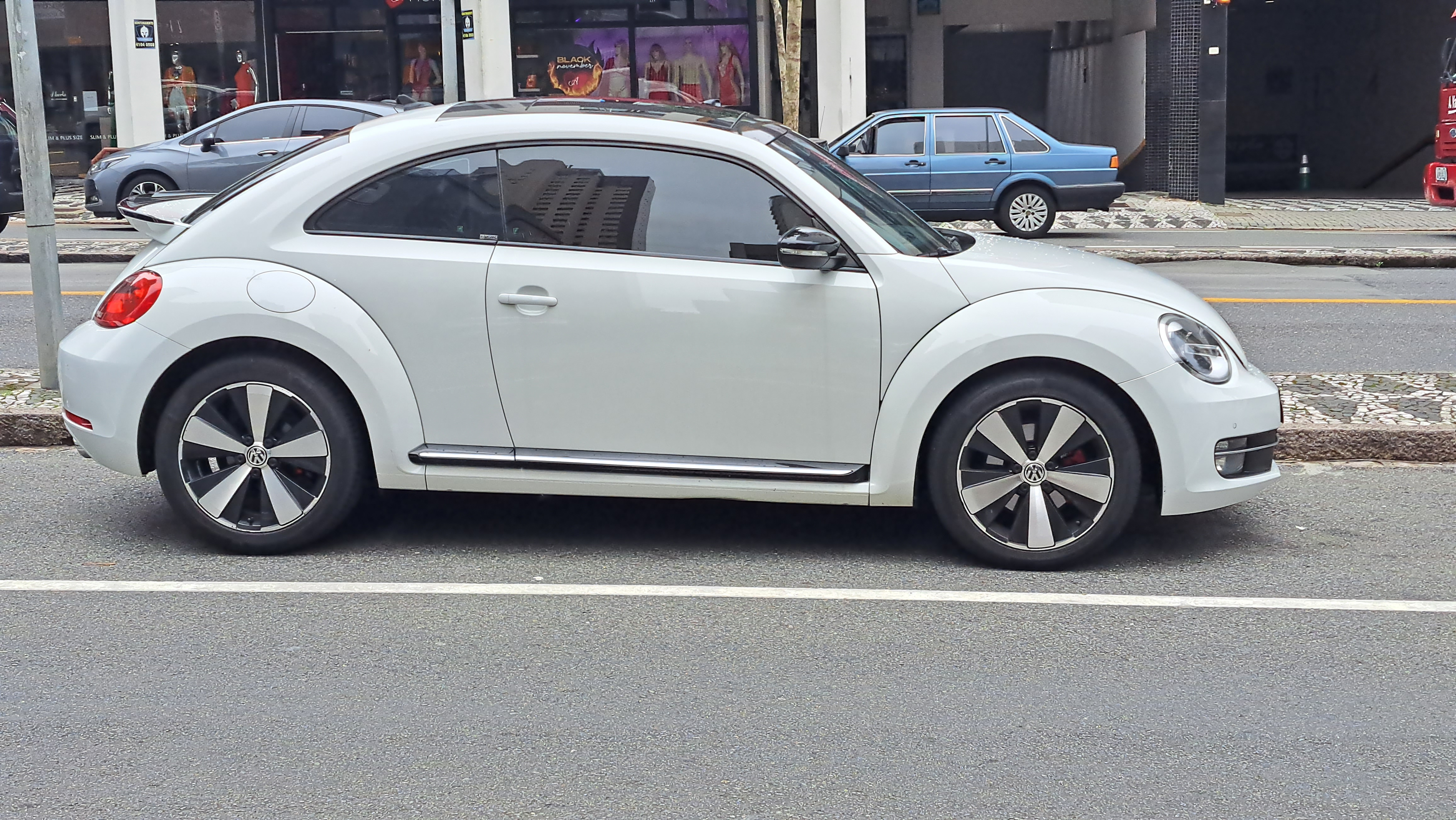
Fusca (A5), vista lateral

Com o relançamento do New Beetle, a Volkswagen permitiu que cada unidade mundial da marca usasse o nome local, assim acabou o nome Fusca sendo ressuscitado, curiosamente, sendo colocado o logo ao centro da tampa do porta-malas, como no antigo Fusca.